# Arcenillas

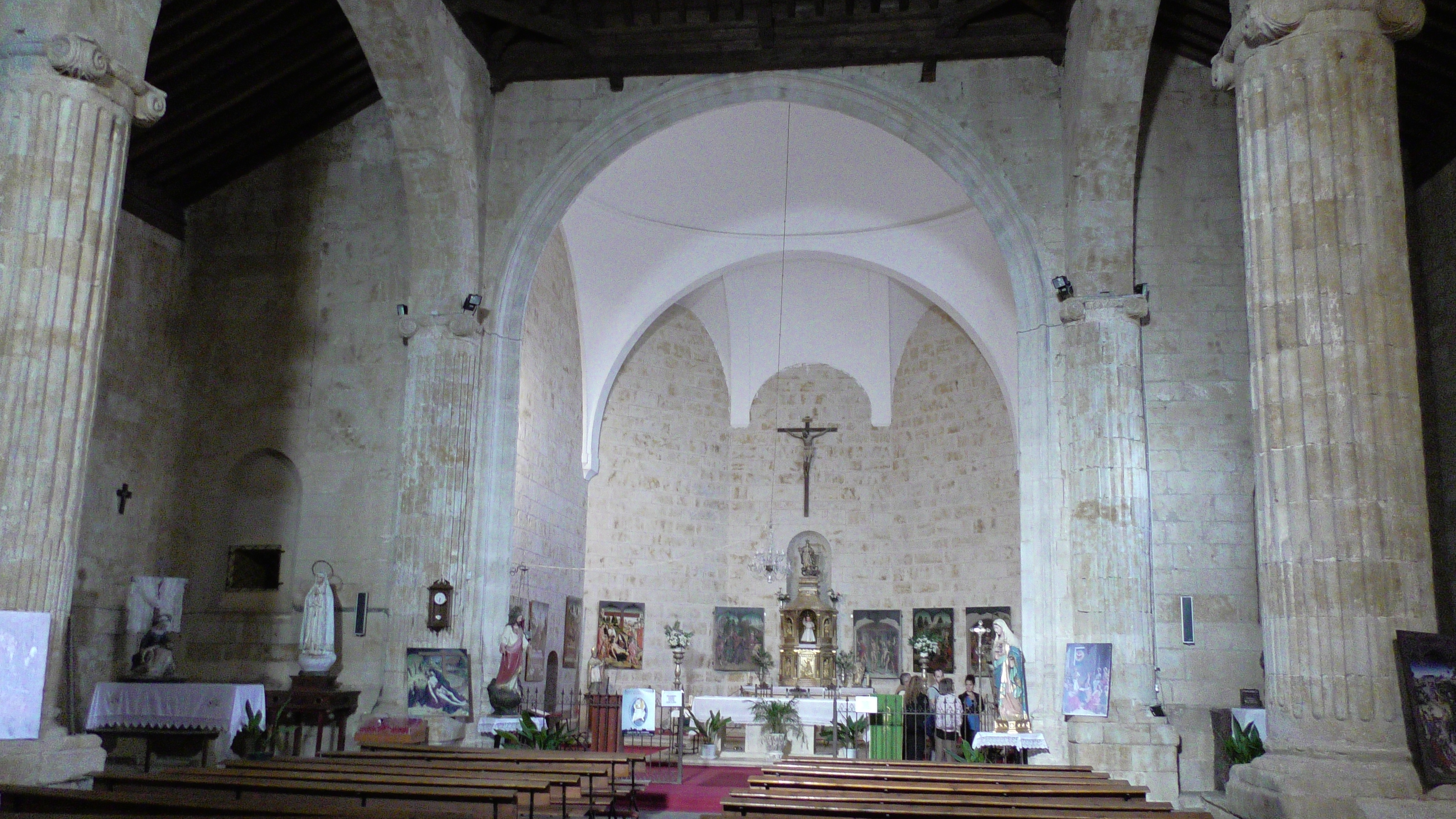
Inneres der Kirche

Arcenillas ist ein nordwestspanischer Ort und eine Gemeinde (municipio) mit 448 Einwohnern (Stand: 2024) in der Provinz Zamora in der Autonomen Gemeinschaft Kastilien-León.

## Lage
Der Ort Arcenillas liegt gut 8 km (Fahrtstrecke) südöstlich des Duero und der Provinzhauptstadt Zamora im Westen der kastilischen Hochebene in einer Höhe von ca. 705 m. Das Klima im Winter ist durchaus kalt, im Sommer dagegen warm bis heiß; die eher spärlichen Niederschläge (ca. 470 mm/Jahr) fallen übers Jahr verteilt.

## Bevölkerungsentwicklung
| Jahr      | 1857 | 1900 | 1950 | 2000 | 2020 |
| Einwohner | 559  | 515  | 344  | 305  | 428  |

Infolge der Mechanisierung der Landwirtschaft, der Aufgabe von bäuerlichen Kleinbetrieben („Höfesterben“) und des damit einhergehenden Verlusts von Arbeitsplätzen ist die Einwohnerzahl der Gemeinde kontinuierlich bis auf die Tiefststände der 1980er und 1990er Jahre zurückgegangen. Wegen der Nähe zur Stadt Zamora ist zu Beginn des 21. Jahrhunderts ein Wiederanstieg der Einwohnerzahlen zu beobachten.

## Wirtschaft
Die Landwirtschaft (v. a. der Weinbau) spielt traditionell die größte Rolle im Wirtschaftsleben der Gemeinde; erwirtschaftete Überschüsse konnten auf den Märkten von Zamora verkauft oder getauscht werden.

## Geschichte
Die Gründung des Ortes geht auf die Zeit der Rückeroberung (reconquista) und Wiederbevölkerung (repoblación) der Gegenden südlich des Duero im 11. Jahrhundert zurück. Im Jahr 1254 wird der Ort erstmals namentlich erwähnt. Im 15. und 16. Jahrhundert existierten mehrere (Haus-)Webereien.

## Sehenswürdigkeiten
Die im 15./16. Jahrhundert entstandene und von einem Glockengiebel (espadaña) aus dem 19. Jahrhundert überhöhte Iglesia de Nuestra Señora de la Asunción ist der Himmelfahrt Mariens geweiht. Mit Ausnahme der Fassade ist das gesamte Äußere der Kirche weitgehend schmucklos gehalten. Im dreischiffigen Innern finden sich kannelierte Säulen und hölzerne Decken; lediglich der im Grundriss polygonal konzipierte Apsisbereich ist eingewölbt. Größter Schatz der Kirche sind mehrere Gemälde mit neutestamentarischen Szenen, die Fernando Gallego († um 1507) zugeschrieben werden.